# Shrek 2
Pour les articles homonymes, voir Shrek.
Pour l’article ayant un titre homophone, voir Schreck.
Série Shrek
Shrek
(2001) Shrek le troisième
(2007)
Pour plus de détails, voir Fiche technique et Distribution.
Shrek 2 est un film d'animation américain réalisé par Andrew Adamson, Kelly Asbury et Conrad Vernon et sorti en 2004. Produit par DreamWorks Animation, il fait suite à Shrek, adaptation de Shrek ! de William Steig.

## Synopsis
Le beau prince Charmant part en voyage pour sauver la princesse Fiona, enfermée dans la plus haute salle de la plus haute tour dans le cratère d'un volcan gardée par Dragonne. En arrivant au château, cependant, le prince ne trouve que le grand méchant loup, qui l'informe que Fiona est déjà sauvée et en lune de miel.
Cette dernière et Shrek viennent en effet de rentrer dans leur marais (dont s'occupait l’Âne) après leur lune de miel, et s'apprêtent à enfin vivre leur vie ensemble. Mais alors que tout allait pour le mieux, un messager apparaît dans le jardin de la maison. Il annonce que les deux jeunes mariés sont invités par les parents de Fiona, - le roi Harold et la reine Lillian -, à se rendre dans le royaume de Fort Fort Lointain pour assister à un bal de gala en l'honneur de leur mariage et recevoir la bénédiction royale.
Mais Shrek est effrayé par le jugement probable de sa belle-famille sur sa personne et décide dans un premier temps de ne pas partir. Mais poussé par Fiona qui souhaite plus que tout revoir sa famille, il change finalement d'avis et part avec l’Âne vers le royaume en confiant sa maison au grand méchant loup, les trois petits cochons, Pinocchio, Titbiscui et les trois souris aveugles.
Arrivés à destination après un long voyage, le nouveau couple royal est accueilli avec une grande joie par toute la population. Mais les personnes présentes, dont le roi et la reine, sont choquées lorsque Fiona et Shrek descendent du carrosse : d'une part en voyant l'aspect final de Fiona depuis que son sortilège fut rompu, d'autre part par le fait qu'elle ait épousé un ogre. La tension est immédiatement forte entre Shrek et le roi Harold : ce soir-là, au dîner, (bien que la reine Lillian tente de désamorcer la tension), une dispute éclate entre les deux hommes à la suite de laquelle Fiona, exaspérée, s'enferme dans sa chambre et commence à pleurer.
Ses larmes invoquent sa Marraine la Bonne Fée, qui tente de la consoler par des cadeaux luxueux. Fiona, tout en la remerciant, déclare qu'elle n'en a pas besoin et lui annonce qu'elle s'est mariée avec Shrek, expliquant pourquoi elle n'a plud son apparence humaine de jadis. Marraine, après lui avoir confiée une carte de visite pour toute éventualité, prend congé d'elle et rencontre en secret Harold : c'est elle qui a conseillé au roi d'enfermer Fiona dans la tour en attendant que son fils, le Prince Charmant, la sauve pour briser la malédiction et pour qu'il devienne roi de Fort Fort Lointain selon leur arrangement.
Poussé par la Marraine afin de faire disparaître Shrek, le roi se rend à la tristement célèbre taverne La Pomme Empoisonnée, lieu de rendez-vous de tous les méchants des contes de fées. Là-bas, il engage le Chat potté comme tueur à gages pour s'occuper de son gendre. Plus tard, faisant semblant de s'excuser auprès de Shrek pour la dispute provoquée quelques heures plus tôt, il l'invite à passer une journée avec lui pour une chasse matinale, dans le seul but de l'attirer dans les bois où il serait tué par le Chat Potté.
Le lendemain matin, alors que les préparatifs du bal royal sont en cours au château, Shrek part avec l’Âne en suivant les instructions données par Harold. En chemin, ils rencontrent Potté, qui tente de tuer l'ogre ; mais il devient rapidement inoffensif après avoir vomi une boule de poils. Shrek épargne finalement sa vie bien que l'Âne ne soit pas du même avis. Potté, en tentant de sauver sa peau, révèle qu'il a reçu l'ordre de le tuer de la part du souverain.
Shrek, découragé, souhaite de l'aide pour rendre Fiona heureuse. Il a alors pour idée de visualiser le contenu de la carte de visite qu'il a préalablement pris à Fiona, et parvient à faire pleurer l'Âne pour visualiser l'adresse où travaille Marraine la Bonne Fée. Une nouvelle quête se prépare pour Shrek et l'Âne, mais Potté émet une requête : il souhaite escorter l'ogre par reconnaissance d'avoir été épargné par ce dernier. Bien que l'Âne refuse dans un premier temps, Shrek accepte après que Potté ne lui ai fait un numéro de charme, au grand dam de l'Âne. Le trio se dirige au laboratoire de potions magiques industrielles de Marraine la Bonne Fée.
Cette dernière, après avoir écouté la requête de Shrek, répond que les ogres ne peuvent pas vivre heureux pour toujours et chasse le petit groupe. Shrek refusant d'abandonner, entre avec ses amis dans une salle remplie de potions pour voler la potion "Beauté Divine"/"Heureux pour Toujours". Les employés du laboratoire remarquent rapidement leur infiltration et leur vol et tentent d'arrêter Shrek, mais sont facilement vaincus par lui. Marraine, arrivée sur place, est informée du vol de la potion et décide de l'utiliser à son avantage.
Une fois sorti, Shrek se prépare à boire la potion : l'Âne exprime cependant quelques doutes sur son efficacité et boit quelques gorgées, mais rien ne se passe. Rassuré, Shrek boit également la potion, mais là encore, rien ne semble se passer. Peu après, une tempête éclate et les trois compères se refugient dans une ferme voisine. Soudain, l'Âne et Shrek s'évanouissent et s'endorment au sol, veillés par Potté. Pendant ce temps, au château, une Fiona furieuse se présente chez ses parents pour leur dire qu'elle veut partir pour retrouver Shrek, comprenant que ces derniers n'accepteront jamais leur mariage. Mais une fois devant la porte, elle s'effondre elle aussi au sol et s'évanouit.
Le lendemain, Shrek et l'Âne se réveillent complètement transformés : le premier en un jeune idole et le second en un étalon blanc. Potté prévient l'ogre en lisant la notice d'utilisation de la potion que, pour que les effets de la potion soient permanents, il devra embrasser Fiona (qui s'est également réveillée dans le corps de l'humaine qu'elle était à l'origine), avant minuit ce soir-même. Sans perdre de temps, Shrek retourne au château, mais il est bloqué par Marraine : elle a en effet fait passer Charmant pour un Shrek transformé, trompant Fiona qui le serre dans ses bras. Le vrai Shrek observe la scène de loin : Marraine le convainc de laisser partir Fiona, pensant qu'il vaut mieux pour elle qu'elle réalise son rêve d'épouser un prince et de vivre comme une vraie princesse.
Shrek, découragé, s'arrête avec l'Âne et Potté à La Pomme Empoisonnée, où ils voient arriver de manière inattendue le roi Harold. En écoutant aux portes, il découvre qu'il est de mèche avec Marraine, que le prince lui-même est le fils de la Fée et qu'elle livre au roi une fiole contenant une potion qui, si elle est bue par Fiona, la fera tomber amoureuse du premier homme qui l'embrassera. Harold refuse, mais est contraint de s’y plier par la menace de Marraine, qui lui rappelle le pacte conclu il y a des années et menace de lui retirer son « bonheur pour toujours ».
Avant même de pouvoir tout révéler à Fiona, Shrek, l'Âne et Potté sont découverts, poursuivis et capturés par les gardes et finalement emprisonnés. Ils sont cependant libérés par Titbiscui, Pinocchio, le grand méchant loup, les trois petits cochons et les trois souris aveugles, qui arrivent après avoir appris aux informations leur emprisonnement. Pour entrer dans le château, Shrek obtient l'aide de Papâtissier (le "père" de Titbiscui), pour qu'il crée Cake Kong, un sosie géant du bonhomme de pain d'épices, afin de faire une entrée fracassante au palais. Tous ensemble, ils se dirigent vers le château, où se déroule entre-temps le bal de gala pour Fiona et son prétendu mari.
Entre-temps, la princesse, ayant remarqué les changements dans le caractère de son « mari », s'en plaint à son père alors que celui-ci s'apprête à lui donner la boisson enchantée. Par ce fait, et comprenant doucement les sentiments de sa fille envers son véritable époux, il interchange au dernier moment la tasse contenant la potion avec une tasse normale et la donne sa fille. Il finit par la convaincre de participer quand même au bal. Avec l'aide de Cake Kong, Shrek et ses amis se frayent un chemin jusqu'au château pour stopper la fête quelques instants avant que Charmant n'embrasse Fiona.
Ainsi éclate un affrontement dans lequel la baguette magique de Marraine passe de main en main parmi les amis de Shrek : cette dernière ordonne cependant à son fils d'embrasser immédiatement la jeune fille pour que la potion fasse effet et qu'elle tombe amoureuse de lui. Charmant s'exécute, et Shrek croit avec effarement arriver trop tard. Mais contre toute attente, Fiona assomme Charmant avec une prise de tête et retrouve Shrek.
Marraine, furieuse, demande une explication à Harold, qui révèle avoir sciemment donné la mauvaise tasse de thé à sa fille, l'empêchant ainsi de boire la potion. Pendant ce temps, Charmant s'est remis du coup et rend la baguette à sa mère, qui est sur le point de désintégrer Shrek. Un instant avant de pouvoir l'atteindre, le roi Harold se jette au milieu du chemin, ce qui en plus de le sauver, fait ricocher le sort grâce a son armure jusqu'à Marraine, la faisant disparaitre en bulles.
Malheureusement, Harold fut également touché par le sort, mais ne mourut pas : il s'est retrouvé transformé en grenouille. Il s'avère qu'en réalité, le roi Harold est une grenouille qui a été transformée en homme par Marraine pour pouvoir épouser Lillian, mais en échange, comme chantage, il devait céder sa couronne à Charmant en mariant sa fille avec lui. Le roi s'excuse de son comportement envers Shrek, et donne sa bénédiction au couple.
Il s'excuse envers Lillian en affirmant qu'il aurait aimé être l'homme qu'elle mérite, mais sa femme l'accepte tel qu'il est, déclarant qu'à cette occasion il s'est avéré être plus digne d'elle qu'il ne l'a jamais été. Pendant ce temps, minuit sonne. Shrek demande à Fiona de l'embrasser pour rendre le sort permanent et leur permettre de garder une apparence humaine, mais elle refuse : elle veut que son mari soit lui-même, car elle est tombée amoureuse de Shrek en tant qu'ogre et non en tant qu'humain.
Au dernier coup de minuit, le sort se dissout et Shrek, Fiona et l'Âne reviennent comme avant. La fête reprend finalement de plus belle pour célébrer leur victoire : Potté et l'Âne mettent l'ambiance en chantant Livin' la vida loca.
Dans une scène du générique de fin, Dragonne (devenue la femme de l'Âne) arrive après s'être remise d'une crise de nausée et de nervosité, confondue par l'Âne avec de l'hostilité, en réalité due à une grossesse et lui présente leurs enfants (cinq ânes avec des ailes de dragon).

## Fiche technique

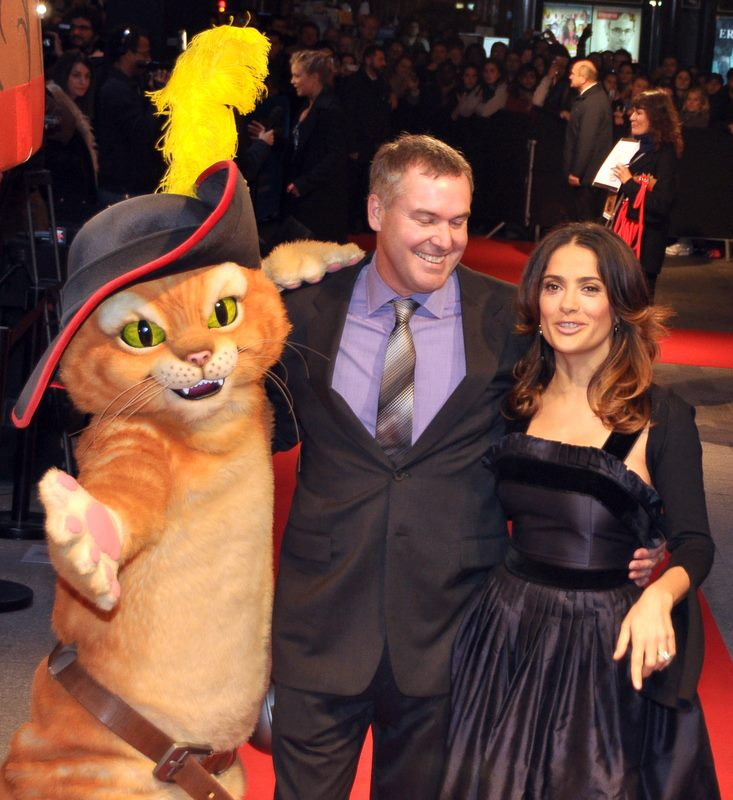
Le Chat potté avec Salma Hayek et le réalisateur Chris Miller à l'avant-première parisienne du film Le Chat potté en 2011.

- Titre original et français : Shrek 2
- Réalisation : Andrew Adamson, Kelly Asbury et Conrad Vernon
- Producteur : Jeffrey Katzenberg
- Scénario : Andrew Adamson, Joe Stillman, J. David Stem et David N. Weiss, d'après l'œuvre de William Steig
- Musique : Harry Gregson-Williams (additionnelle : Heitor Pereira)
- Costumière : Isis Mussenden
- Chef décorateur : Guillaume Aretos
- Chef monteur : Michael Andrews et Sim Evan-Jones
- Sociétés de production : DreamWorks Animation et Pacific Data Images
- Société de distribution : DreamWorks SKG, United International Pictures
- Pays de production :  États-Unis
- Langue originale : anglais
- Budget : 150 millions de dollars
- Genre : animation, cinéma, aventures, fantastique, parodie
- Durée : 93 minutes
- Dates de sortie[1] :
  - France : 15 mai 2004 (Première mondiale au Festival de Cannes) ; 23 juin 2004
  - États-Unis : 19 mai 2004
  - Belgique, Suisse : 23 juin 2004

## Distribution

### Voix originales
- Mike Myers : Shrek
- Eddie Murphy : L'Âne
- Cameron Diaz : la princesse Fiona
- Julie Andrews : la reine Lillian
- Antonio Banderas : Le Chat potté
- John Cleese : le roi Harold
- Rupert Everett : le prince Charmant
- Jennifer Saunders : Marraine la bonne fée
- Larry King : Doris, la serveuse de La Pomme Empoisonnée
- Aron Warner : le grand méchant loup
- Conrad Vernon : Tibiscuit / Cedric / le présentateur / Muffin Man / Mongo
- Cody Cameron : Pinocchio / les Trois Petits Cochons
- David P. Smith : le héraut / l'homme avec une boîte
- Christopher Knights : les Souris aveugles
- Kelly Asbury : un page / un elfe / un noble / le fils du noble
- Mark Moseley : un miroir / l'habilleur
- Chris Miller : le Miroir magique
- Joan Rivers : elle-même
- Andrew Adamson : le chef des gardes
- Kelly Cooney Cilella : l'employée du fast-food
- Wendy Bilanski : la grenouille au bar
- Guillaume Aretos : le réceptionniste de l'usine
- Latifa Ouaou : une poupée / Jill
- Alina Phelan : un jeune fille #1 / une femme au générique
- Erika Thomas : un jeune fille #2

### Voix françaises
- Alain Chabat : Shrek
- Med Hondo : L'Âne
- Barbara Tissier : La princesse Fiona
- Boris Rehlinger : Le Chat potté
- Emmanuel Garijo : Tibiscuit / Le fils de Noble
- Michel Prud'homme : Harold
- Tania Torrens : Lillian
- Lionel Tua : Le prince Charmant
- Claire Guyot : Marraine, la bonne fée
- Philippe Catoire : Le grand méchant loup
- Jean Barney : Doris / la barmaid
- Edgar Givry : le miroir magique
- Alexandre Gillet : Pinocchio
- Éric Métayer : les souris aveugles
- Barbara Delsol : une paysanne
- Michel Mella : Jérôme
- Danièle Douet : Jill
- Pascal Casanova : le cyclope
- Jean-Loup Horwitz : les trois petits cochons
- Jean-Claude Donda : l'annonceur / la commode ensorcelée
- Ariane Aggiage : Jeune fille #1
- Xavier Fagnon : Cake Kong
- Isabelle Leprince : Joan Rivers
- Céline Mauge : Commis de restauration rapide
- Bruno Choël : Miroir de Fiona
- Marc Pérez : Noble
- Valérie Siclay : Jeune fille #2
- Michel Barouille, Olivier Constantin, Georges Costa, Michel Costa, Martine Latorre, Graziella Madrigal, Dominique Poulain, Catherine Welch : choristes

## Accueil
Le film a été sélectionné en compétition pour la Palme d'or lors du Festival de Cannes 2004 comme le fut son prédécesseur trois ans plus tôt.

### Critiques
Sur Rotten Tomatoes, le film a été approuvé à 89 % sur 236 critiques, avec une note moyenne de 7,68⁄10. Le consensus du site se lit comme suit : « Le film n'est peut-être pas aussi frais que l'original, mais l'humour d'actualité et des personnages secondaires colorés font de Shrek 2 un gagnant à part entière ». Metacritic, attribue au film une note de 75⁄100 basée sur 40 critiques, indiquant « des critiques généralement favorables ». Les spectateurs interrogés par CinemaScore ont attribué au film une note moyenne de "A" sur une échelle de A + à F.

### Box-office
Shrek 2 fut l'un des plus gros succès de l'histoire du cinéma, en effet, dès sa sortie, le film devint le 8e plus gros succès de l'histoire, et le 1er plus gros succès pour un film d'animation battant ainsi Le Monde de Nemo, à ce jour, il est le 29e film le plus rentable du cinéma et 6e du cinéma d'animation. Le film s'est illustré en battant plusieurs records au box-office.
Aujourd'hui, le film est le 8e plus gros succès au box-office américain alors qu'il était 4e à sa sortie.
Dès sa sortie, en trois jours, le film accumule 108 037 878 $,et devint donc le film le plus rentable de l'histoire en trois jours, battant Matrix Reloaded avec 91 774 413 $. Il fut finalement battu deux ans plus tard par Star Wars, épisode III : La Revanche des Sith avec 108 435 841 $.
Shrek 2 fut aussi le film ayant le plus rapporté un samedi avec 44 797 042 $ (avant de se faire battre par Spider-Man 3 avec 51 336 732 $) et un dimanche avec 34 900 541 $ (avant de se faire battre par Pirates des Caraïbes : Le Secret du coffre maudit avec 35 360 729).
En France, le film réalise 1 450 074 entrées dès le premier week-end dont 340 442 entrées le premier jour. Le film finit sa course avec 7 185 626 entrées faisant de Shrek 2 le deuxième film le plus rentable de 2004 en France derrière Les Choristes.
Shrek 2 a marqué l'histoire du box-office mondial puisqu'en 2004, il fut le film le plus rapide à atteindre les 200 millions avec 212 125 502 $ accumulés en dix jours, le plus rapide à atteindre les 250 millions avec 260 313 719 $, le plus rapide à atteindre les 300 millions avec 302 608 864 $, il finit avec 441 226 247 $.
Il finit avec 919 338 758 $ faisant de Shrek 2 l'un des films les plus rentables de l'histoire du cinéma.
| Pays ou région | Box-office        | Date d'arrêt du box-office | Nombre de semaines |
| -------------- | ----------------- | -------------------------- | ------------------ |
| États-Unis     | 441 226 247 $     | 25 novembre 2004           | 21                 |
| France         | 7 185 626 entrées | -                          | 35                 |
| Total mondial  | 919 338 758 $     | -                          | -                  |

## Analyse

### Marques et entreprises
- Lors de l’arrivée de Shrek et de Fiona dans la ville, les enseignes de boutiques rappellent des marques et magasins réels ; dans l’ordre : Versace, Starbucks, Burger King, Old Navy et Gap.
- Dans la scène suivante, une Ferrari rouge est tractée par six chevaux.
- Lorsque le prince Charmant secoue ses cheveux blonds, il parodie le slogan publicitaire « Parce qu’il le vaut bien » de la marque L'Oréal.
- En entrant dans le royaume de Fort Fort Lointain, Shrek, l’Âne et Fiona passent devant le château de Cendrillon dont la fée rappelle celle du dessin animé de Walt Disney Pictures.
- La Fée passe commande à un restaurant qui fait passablement penser aux restaurants Big Boy.
- La boutique de pâtisserie du père de P’tit biscuit se nomme Drury Lane, célèbre théâtre londonien.
- Cake-Kong terrifie les clients d’un Starbucks, qui se réfugient dans un autre Starbucks directement de l’autre côté de la rue : il s'agit d'une référence à l’omniprésence de cette entreprise aux États-Unis.
- Au moment où le miroir magique commente la petite parodie de la chaine people E!, il fait un jeu de mots mélangeant carrosse et royce, faisant ainsi référence aux voitures de luxe Rolls Royce.